# Fausto Prieto
Fausto Prieto Sánchez (* 6. September 1908 in Guadalajara, Jalisco; † 4. Juni 1993 ebenda) war ein mexikanischer Fußballtrainer und Torwart, der während seiner gesamten aktiven Karriere ausschließlich bei seinem Heimatverein Deportivo Guadalajara unter Vertrag stand. Ferner war er der erste Trainer dieses Vereins in der 1943/44 eingeführten Primera División. Zwischen 1963 und 1973 fungierte er beim selben Verein als Stellvertreter des Vereinspräsidenten. 

## Biografie
Der aus der Nachwuchsabteilung des Club Deportivo Guadalajara hervorgegangenen Fausto Prieto gab sein Debüt in der ersten Mannschaft bereits mit 17 Jahren in einem Meisterschaftsspiel der Saison 1925/26 gegen Nacional de Guadalajara. In den Spielzeiten von 1940/41 bis 1942/43 war er Mitglied der Selección Jalisco, in der die besten Spieler der Vereine aus Guadalajara ihren Bundesstaat in der Hauptstadtliga vertraten. 
Die dürftige Quellenlage lässt keinen sicheren Rückschluss zu, doch ist anzunehmen, dass es sich bei Fausto Prieto um jenen legendären Spieler aus Guadalajara handelt, der seine Karriere als Torwart begann und später in den Angriff wechselte. So erscheint er in den Aufzeichnungen von RSSSF mehrfach als Torschütze für die Selección Jalisco.
Zusammen mit seinem Bruder Maximiano Prieto, der während seiner aktiven Karriere – ebenso wie die Brüder Anastasio und Géronimo – ebenfalls beim Club Guadalajara unter Vertrag stand, eröffnete Fausto Prieto 1939 eine Fabrik für Sportbekleidung. Einige Monate später eröffnete er außerdem ein Geschäft für Sportartikel, das er bis 1990 betrieb.

## Verschiedenes
Das Trainingsgelände von Chivas Guadalajara ist nach ihm benannt und trägt den Namen Campo Fausto Prieto.